# Лосакевич, Евгения Вячеславовна
Евгения Вячеславовна Лосакевич (3 (16) октября 1904 — 16 октября 1995) — советская актриса театра и кино.

## Биография
Евгения Вячеславовна Лосакевич родилась 3 (16) октября 1904 года.
Советская актриса киностудии «Ленфильм». Мастер дубляжа.
В 1930-х годах играла в Ленинградском передвижном драмтеатре.
В 1960-е годы — актриса Ленинградского Государственного театра имени Ленинского Комсомола.
К сожалению, нам мало что известно о творчестве Евгении Вячеславовны. Так мы совершенно не знаем её театральных работ. Но даже в уже имеющемся послужном списке киноролей Е. В. Лосакевич есть две эпизодические роли, которые можно смело отнести к вершинам актёрского мастерства. Первая из них в хорошо известном фильме Иосифа Хейфица «Дело Румянцева» (1955), где актриса сыграла роль тётки главной героини, которая произносит реплики: «Я удивляюсь на теперешнюю молодёжь! Не зная человека, кладёт ему голову на плечо! И кому — какому-то шофёру!..» или «Такие господа в огне не горят, и в воде не тонут. А ты его икрой кормишь, стипендию на него кидаешь…». Вторая — в менее известной картине Владимира Шределя «Дела давно минувших дней…» (1972), в которой актриса сыграла Марфу Кузьминичну Дёмину, бывшую фрейлину Локшину, близкую подругу Григория Распутина. Роль длится всего сорок семь секунд.
Евгения Вячеславовна Лосакевич ушла из жизни 16 октября 1995 года. Похоронена на Северном кладбище в Санкт-Петербурге.

## Фильмография
1. 1955 — Дело Румянцева — тётка Клавдии
2. 1956 — Они были первыми — тётя Катя
3. 1957 — Тамбу-Ламбу (короткометражный) — женщина в халате  (в титрах не указана)
4. 1958 — В дни Октября — эсерка  (в титрах не указана)
5. 1958 — Шли солдаты… — классная дама  (в титрах не указана)
6. 1960 — Балтийское небо — старшая медсестра  (в титрах не указана)
7. 1962 — Если позовёт товарищ
8. 1963 — Это случилось в милиции — смотрительница в зоопарке (в титрах указана как Е. Ласкевич)
9. 1967 — Зелёная карета — воспитательница
10. 1967 — Суд (короткометражный) — эпизод
11. 1972 — Дела давно минувших дней… — Марфа Кузьминична Дёмина, бывшая фрейлина Локшина
12. 1974 — Соломенная шляпка (ТВ) — тётушка невесты
13. 1977 — Открытая книга (ТВ) — эпизод (2-я серия)

#### Озвучивание
1. 1960 — Девушка Тянь-Шаня («Киргизфильм»)
2. 1960 — Семья Мяннард — Лийсбет (дублировала роль Хильды Соопер) («Таллинфильм»)
3. 1965 — Никто не хотел умирать — Локене, мать (дублировала роль Эугении Шулгайте) (Литовская киностудия)
4. 1966 — Колокол Саята — мать Халиды (дублировала роль Сары Ишантураевой) («Узбекфильм»)
5. 1966 — Ночи без ночлега (дублировала роль Регины Зданавичюте) (Литовская киностудия)